# Mercato ittico di Tsukiji

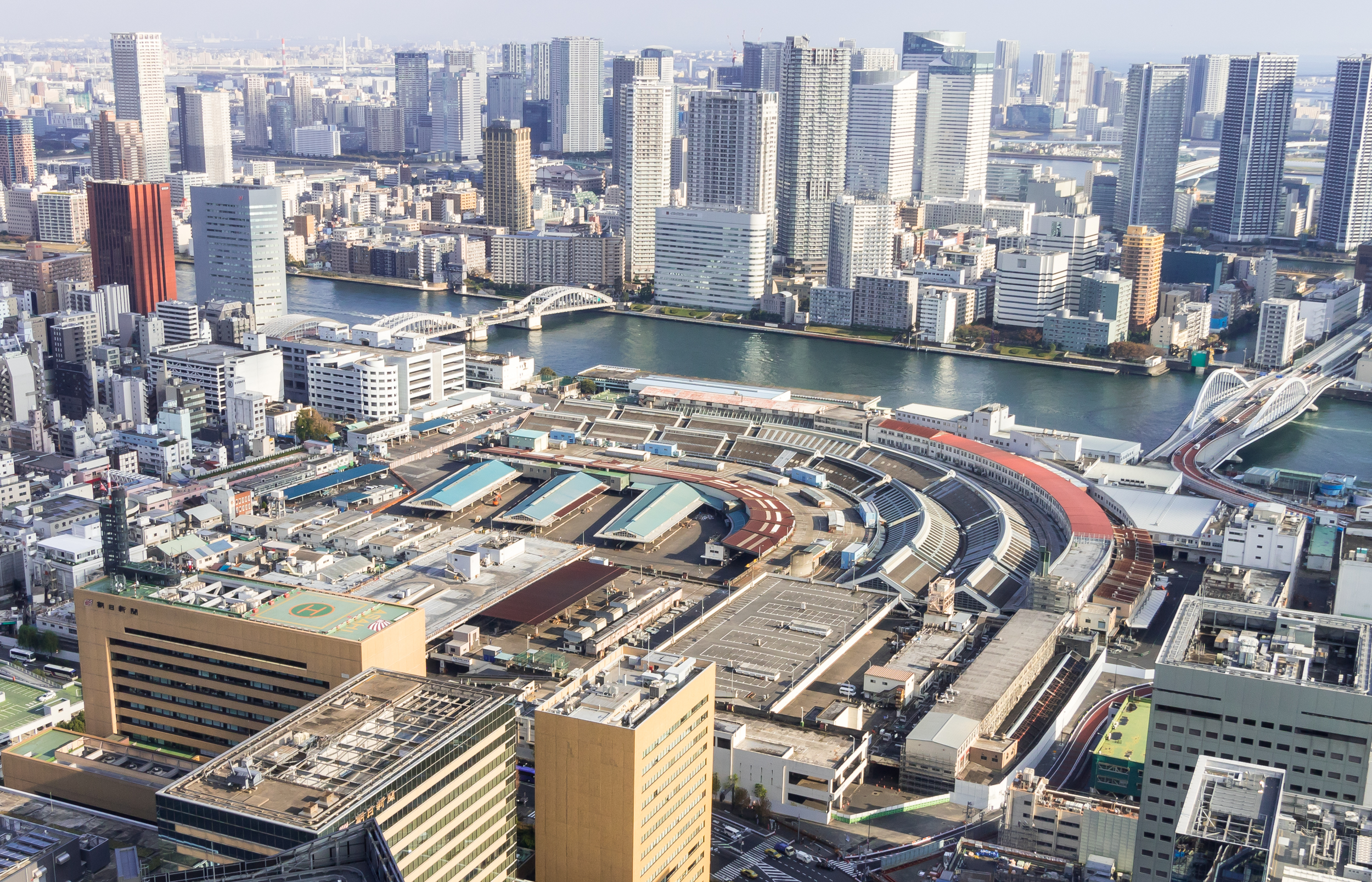
Mercato ittico di Tsukiji (2018)

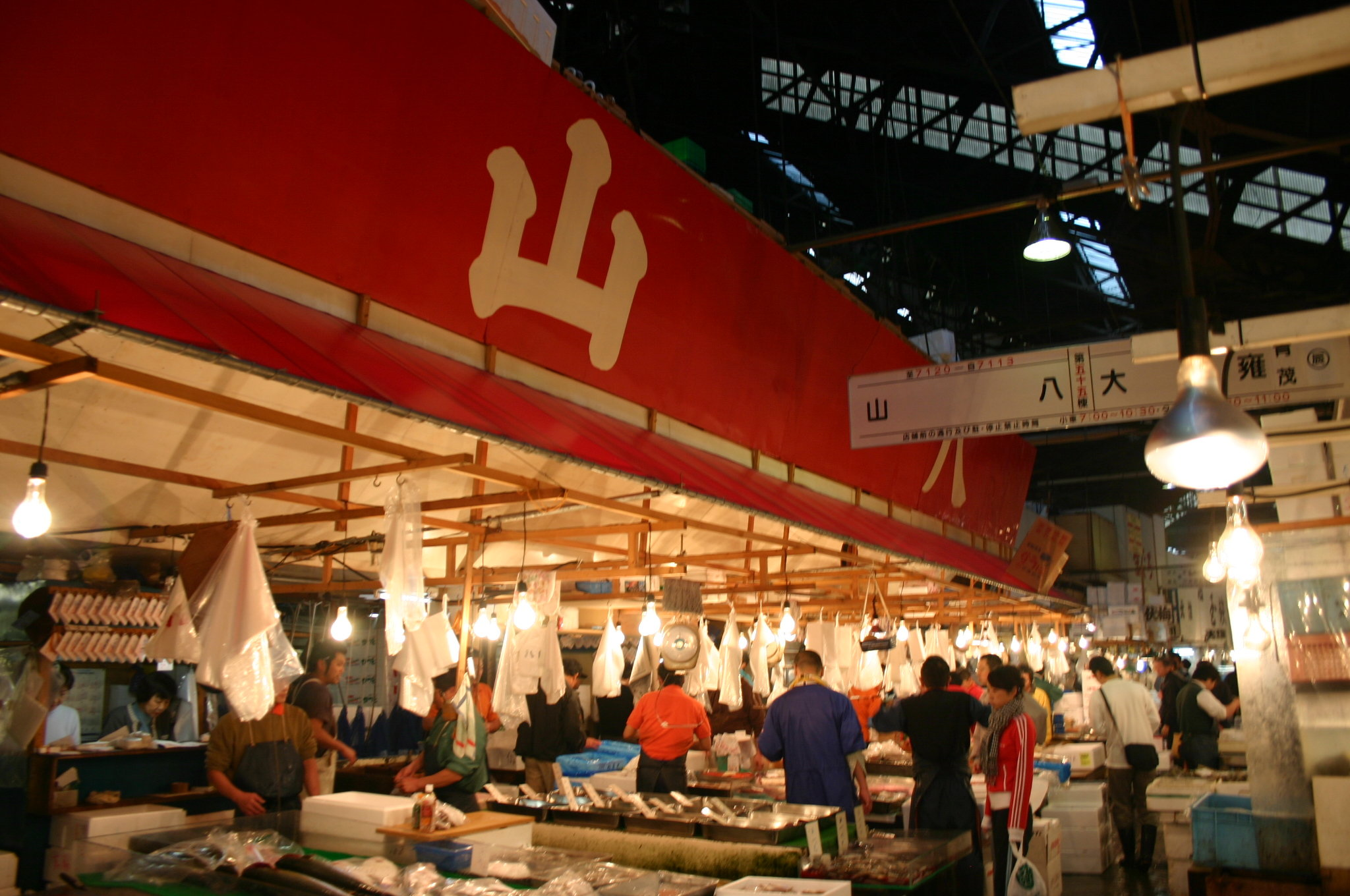

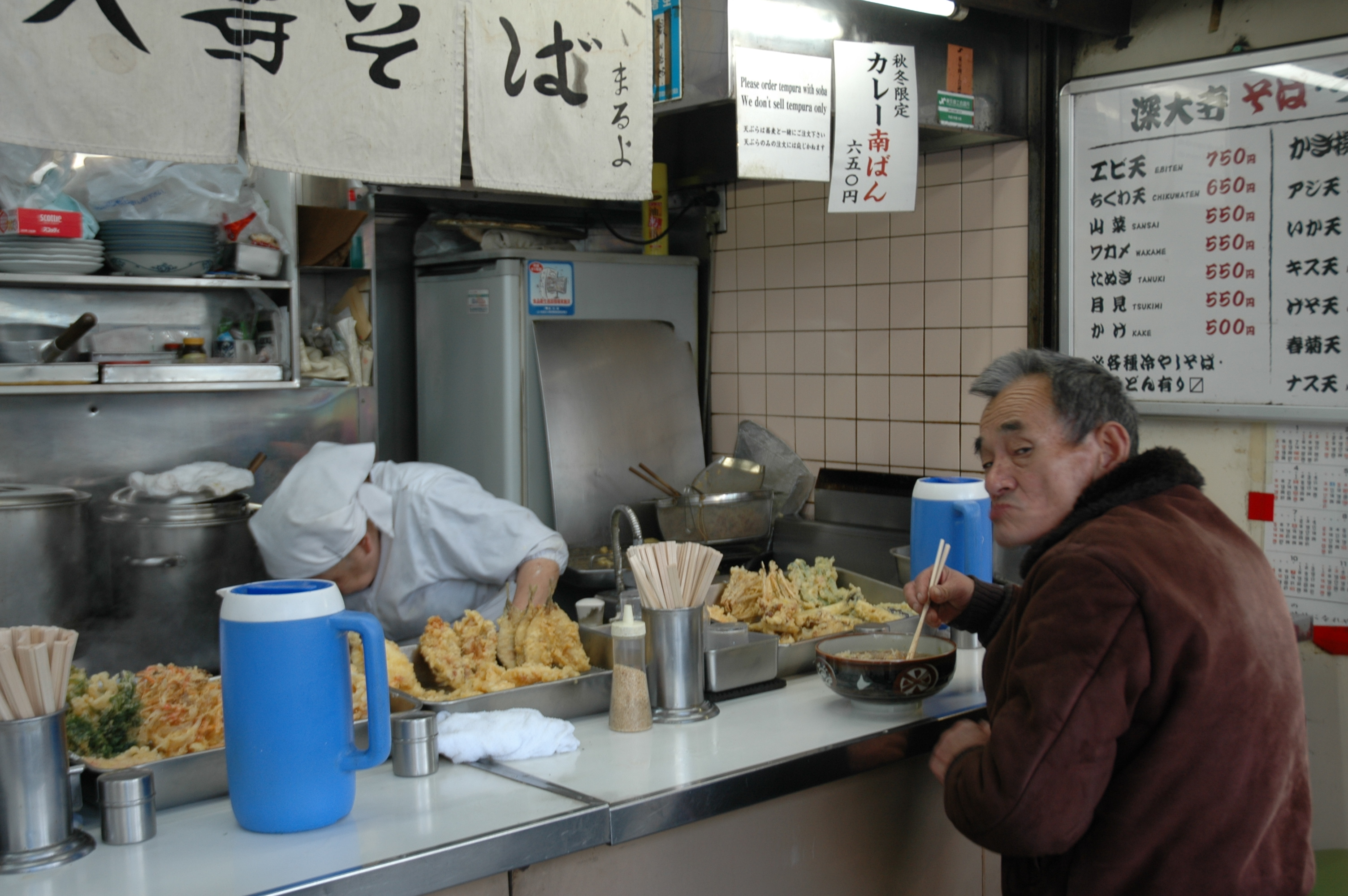
Pranzo al Mercato di Tsukiji

Il mercato ittico all'ingrosso di Tsukiji (築地市場?, Tsukiji shijō) è stato il più grande mercato del pesce del mondo. Si trova a Tokyo, nel distretto di Tsukiji, e copre un'area vastissima, di origine artificiale, ricavata da un interramento. 
Il numero di persone che, con vari turni, vi lavora, oscilla da 60.000 a 65.000 unità, tra venditori accreditati, personale amministrativo e operai. Consta di due settori: il primo, cosiddetto mercato interno (jonai shijo) in cui si tengono le aste dei tonni e operano i grossisti; il secondo cosiddetto mercato esterno (jogai shijo), in cui si svolgono tutta una serie di attività commerciali quali la vendita di pesce minuto, pesce porzionato, lavorato,  essiccato, conservato e così via.

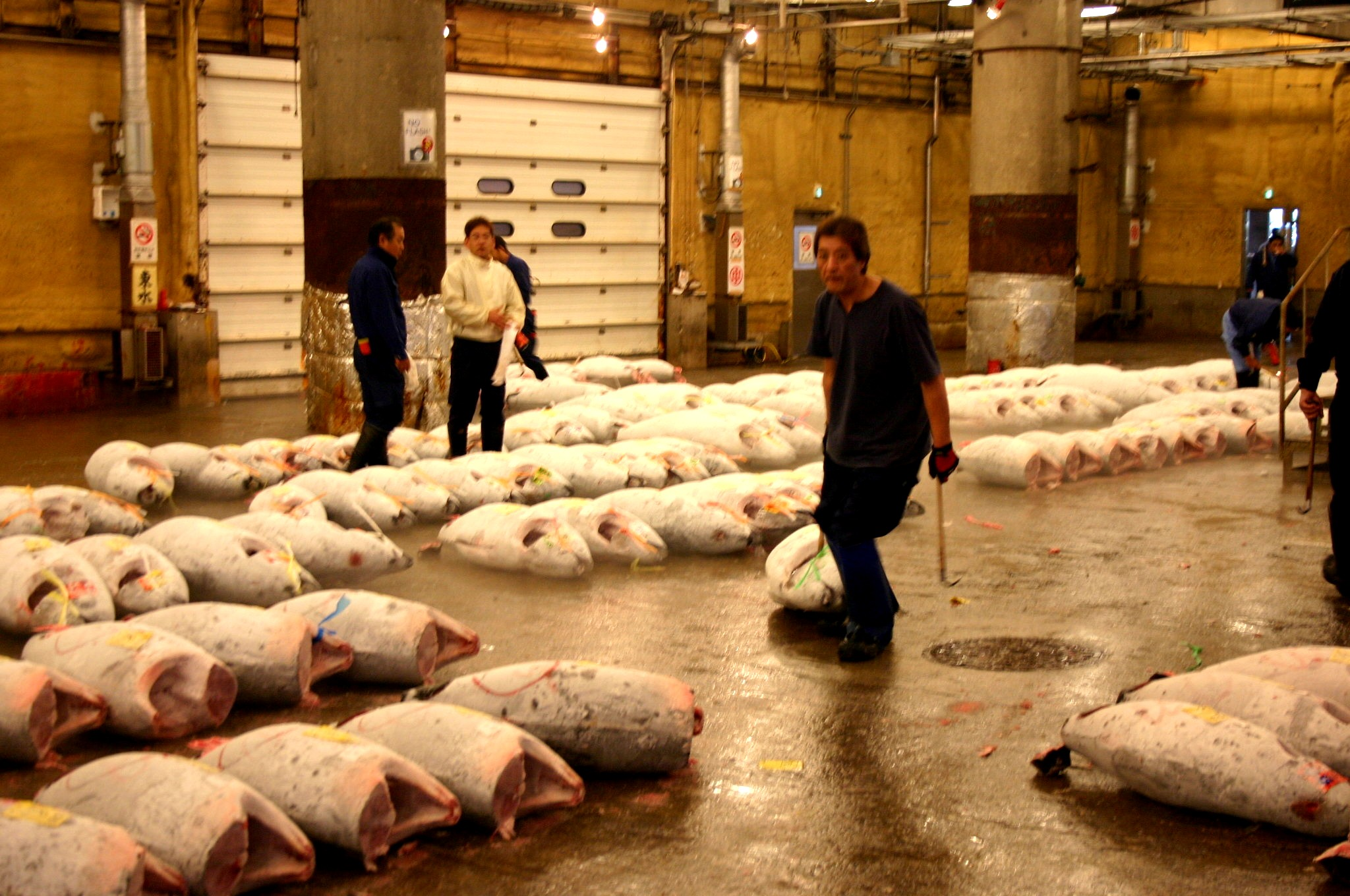
L'asta dei tonni

Vi è anche un'area marginale densa di bottegucce incredibilmente conservate nell'aspetto originario, dove si vende un po' di tutto: attrezzi da cucina, coltelli, pentolame, ceramiche, lacche, sempre a prezzi estremamente convenienti. Vi è anche una bottega di affilatura dei coltelli in cui artigiani specializzati procedono all'affilatura secondo il metodo tradizionale in uso da secoli che prevede l'utilizzo di pietre di grana sempre più fine tenute costantemente bagnate. Vi sono anche molti ristorantini dall'aspetto assai dimesso e di proporzioni spesso microscopiche dove si può mangiare a prezzi ridottissimi una cucina che si basa sull'eccellenza e freschezza delle materie prime. Si dice che in alcuni di questi si possa mangiare il miglior sushi del mondo. Le file che stazionano davanti a questi locali fanno ritenere ben fondata la fama che li accompagna. A sud-ovest del mercato, separato da un canale artificiale, è inoltre presente uno dei parchi pubblici più suggestivi della città, il giardino di Hamarikyū.

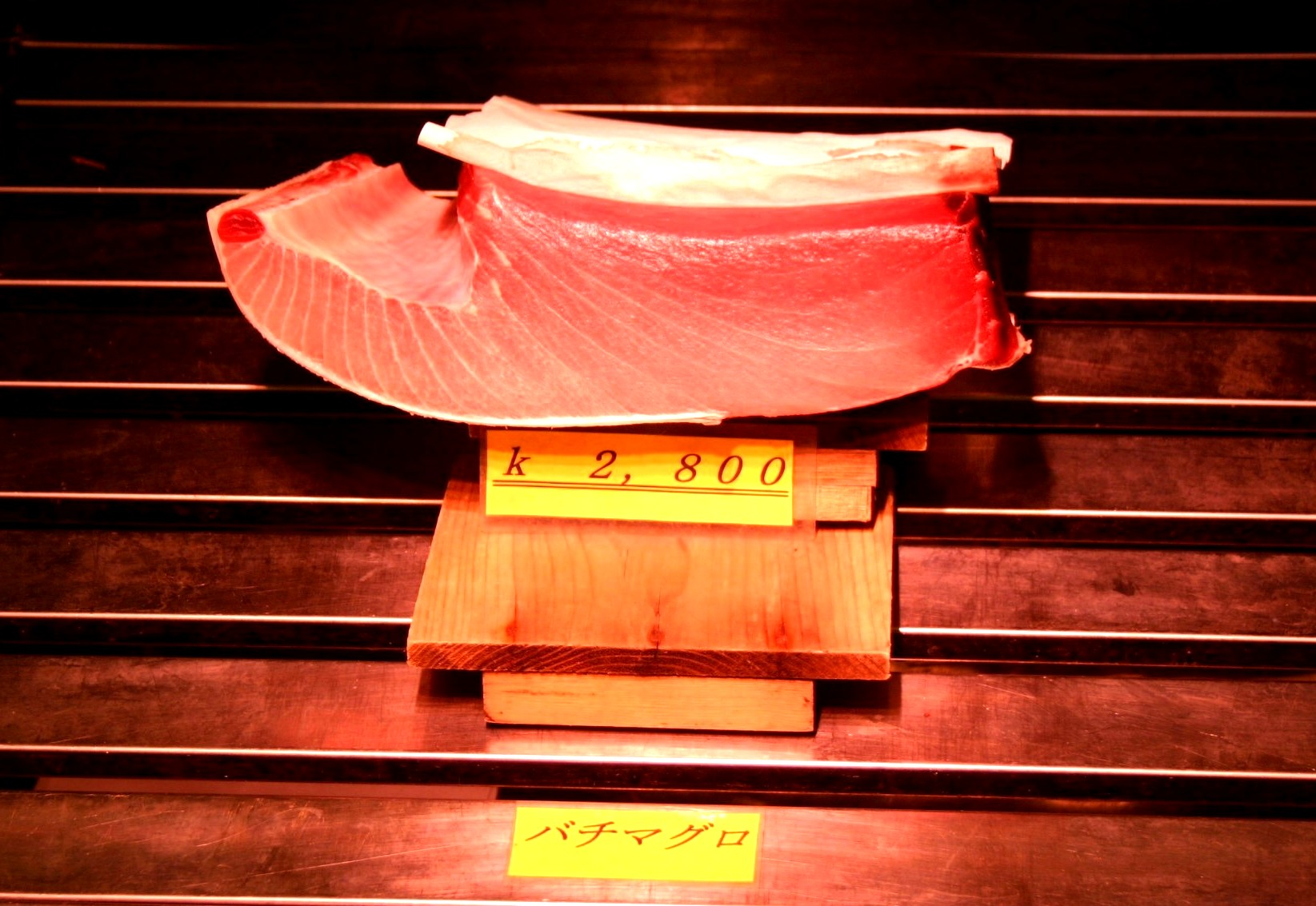
Taglio pregiato di tonno

Il mercato apre prestissimo, intorno alle 5 del mattino ed è frequentatissimo da turisti che, approfittando del jet lag e degli efficientissimi trasporti della città, che iniziano il servizio molto presto, sciamano numerosi, mischiandosi ai numerosissimi addetti. Questi ultimi, in preda a una fretta parossistica, effettuano tutte le operazioni di trasporto, stoccaggio e preparazione, muovendosi sia a piedi che con i mezzi meccanici specializzati, senza recare alcun danno o manifestare alcun fastidio nei confronti dei visitatori i quali costituiscono peraltro, dati i ristrettissimi spazi a disposizione, un bell'intralcio e normalmente non dovrebbero nemmeno essere ammessi nell'area.

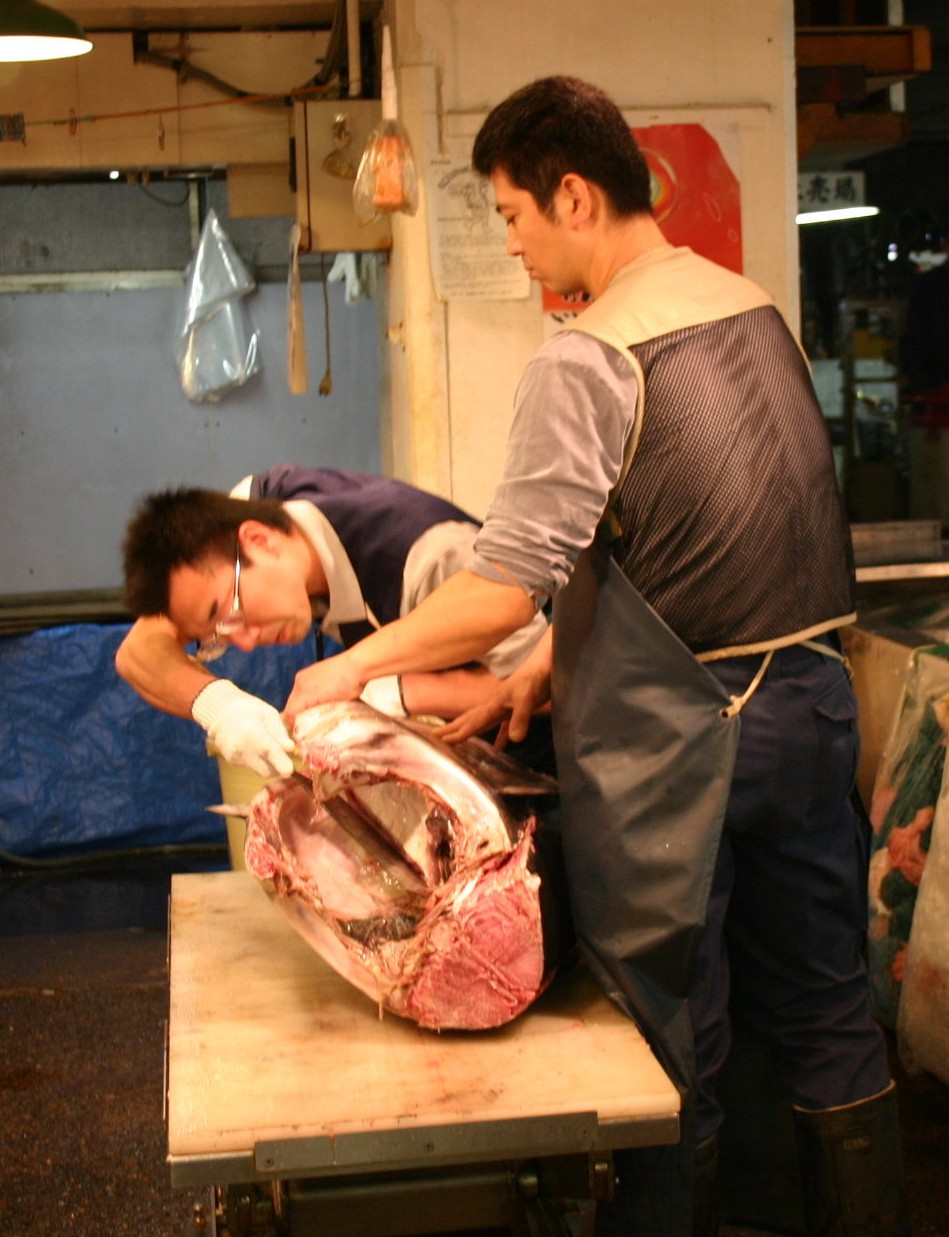
Sfilettatura del tonno

Il re di Tsukiji è il tonno. Il quale appare sotto tutte le forme. I tonni di varia pezzatura, durante l'asta, sono posti a terra, in ordine, ancora surgelati e senza testa, muniti di cartellini che indicano peso, qualità e provenienza, con le code tagliate in modo da poter visionare il colore della carne. Successivamente nei vari banchi si possono vedere gli addetti che procedono al sezionamento e alla preparazione dei tranci già pronti all'uso che immancabilmente prevede il classico taglio a lastrine previsto dalle regole di sushi e sashimi. 
I prezzi variano, oltre che per la qualità e la provenienza, anche per la parte. La più pregiata è quella ventrale che è più grassa e di colore più chiaro. Il sezionamento, quando non avviene con una sega a nastro direttamente sul materiale ancora surgelato, è eseguito a mano col tradizionale oroshi hocho, una sorta di coltello lunghissimo, più simile a una katana che ad un utensile da cucina.
Tsukiji, come istituzione regolamentata dallo stato con norme sia commerciali che igieniche, sorse molto anticamente: ai tempi della riunificazione del paese avvenuta sotto il regime di Tokugawa Ieyasu (inizio del XVII secolo).

## Trasferimento al mercato di Toyosu
Il mercato ittico di Tsukiji occupa dello spazio immobiliare di valore vicino al centro della città. L'ex governatore di Tokyo Shintarō Ishihara ha chiesto ripetutamente lo spostamento del mercato a Toyosu, nel quartiere di Kōtō. Il periodo previsto per il trasferimento al nuovo mercato di Toyosu era novembre 2016, in preparazione per le olimpiadi del 2020, ma il 31 agosto 2016 fu posticipato. C'erano problematiche riguardanti il forte inquinamento della nuova ubicazione che bisognava bonificare. C'era in programma di tenere un mercato al dettaglio, circa un quarto di quello a Tsukiji. L'area restante del mercato sarà riqualificata.
Nel giugno del 2017, fu riavviato il piano per spostare il mercato, ma a luglio fu posticipato all'autunno del 2018. Il 3 agosto 2017, scoppiò un incendio in alcuni degli edifici esterni.
Dopo che il nuovo sito è stato dichiarato sicuro a seguito di un'operazione di pulizia, fu scelta come data di apertura del nuovo mercato l'11 ottobre 2018. Il mercato di Tsukiji chiuse il 6 ottobre 2018, e gli esercizi del mercato interno trasferiti al nuovo mercato tra il 6 e l'11 ottobre. Sebbene il mercato interno di Tsukiji sia stato trasferito a Toyosu, il mercato esterno è rimasto a vendere alimentari e altre merci.